# Jan-Ingwer Callsen-Bracker
Jan-Ingwer Callsen-Bracker est un footballeur allemand, né le 23 septembre 1984 à Schleswig en Allemagne. Il évolue comme stoppeur.

## Palmarès
Vierge